# Erasmo Obligado
Erasmo Obligado (Buenos Aires, Argentina, 1842 - 1885) fue un marino argentino que alcanzó la jerarquía de capitán de fragata, que participó en las últimas guerras civiles argentinas, en la Guerra del Paraguay y en la Conquista del Desierto.

## Biografía
Era hermano de Manuel y Pastor Obligado, y se dedicó en su juventud a las tareas rurales y a la navegación del río Paraná en la zona de San Pedro (Buenos Aires).
Se enroló en la escuadra del Estado de Buenos Aires durante la campaña que desembocaría en la batalla de Cepeda, en 1859. Participó también en la campaña de la batalla de Pavón; después de esa batalla, estuvo a punto de trasladar al ejército porteño y al gobernador Bartolomé Mitre, que aún no sabía que había ganado la batalla por retirada del general Urquiza.
Al estallar la Guerra del Paraguay, se dedicó especialmente a transportar tropas a lo largo y a través del Paraná y el Paraguay, con un barco a vapor; sirvió a las tropas porteños durante toda la guerra.
En 1870 participó en la represión de la rebelión jordanista, y trasladó a la provincia de Corrientes a los auxiliares del ejército nacional, comandados por Julio Argentino Roca, que vencerían al caudillo en la batalla de Ñaembé.
En 1872 fue uno de los oficiales que, por orden del presidente Domingo Faustino Sarmiento, fundaron la Escuela Naval; fue uno de sus primeros directores. Volvió a luchar contra los jordanistas en la provincia de Entre Ríos, y los venció en una extraña batalla naval en La Paz.

## La revolución de 1874
Comprometido a unirse a la revolución de 1874, el ministro de guerra le ordenó entregar los dos barcos que tenía preparados para la revolución.  Se negó a obedecer la orden y arrestó al comandante de la cañonera Paraná. Ese acto inició la revuelta: trasladó los dos buques a Montevideo e intentó trasladar tropas y atacar a los buques leales. Pero los demás buques se negaron a acompañarlo y debió esquivarlos durante algunas semanas. Alcanzó a trasladar a Mitre hacia la provincia de Buenos Aires, antes de verse obligado a rendirse y entregar los dos buques.
Huyó a Gran Bretaña, mientras era dado de baja de la marina por orden del presidente Nicolás Avellaneda.

## La Conquista del Desierto
Regresó en 1878 y fue reincorporado a la Armada Argentina con su grado de capitán.
Participó en la Conquista del Desierto, comandada por Roca, en 1879. Remontó el río Negro hasta su nacimiento y alcanzó a remontar los ríos Limay y Neuquén por unas leguas. Transportó tropas a través del río Negro. En una de sus exploraciones, llegó con unos botes al lejano río Traful.
Durante los años siguientes, estuvo destinado a operaciones en la Patagonia, especialmente en el río Negro, apoyando las campañas en esa zona de los coroneles Napoleón Uriburu y Conrado Villegas.
Regresó en 1884 a Buenos Aires, gravemente enfermo, y falleció allí en septiembre de 1885.